# Лопатецька Дар'я Валеріївна
Да́р'я Вале́ріївна Лопате́цька (* 2003) — українська тенісистка.

## З життєпису
Народилась 2003 року. Змалечку були проблеми зі здоров'ям; друг родини порадив віддати дитину до тенісу. Тенісом почала займатися 2007-го. Також займалася балетом. Зазнала сильної травми, через яку мала операцію на коліні, довго відновлювалася.
Перемагала на змаганнях в Антальї і Байє 2018-го. 2019 року виграла другий тенісний турнір поспіль в Гонконзі
Переважно бере участь у турнірах ITF Women's World Tennis Tour, виграла п'ять титулів в одиночному розряді.
2020 року брала участь у відбірковому турнірі Australian Open-2020. Вона програла в другому колі американці Кеті Макнеллі.